# ناتالي رادفورد
ناتالي رادفورد هي ممثلة كندية، ولدت في 1966 في كندا.

## وصلات خارجية
- ناتالي رادفورد على موقع IMDb (الإنجليزية)
- ناتالي رادفورد على موقع قاعدة بيانات الفيلم (الإنجليزية)